# Rupert Everett
Rupert Everett, celým jménem Rupert James Hector Everett (* 29. května 1959 Norfolk, Anglie, Spojené království) je britský herec a zpěvák.
Svoji hereckou kariéru zahájil v Glasgowě jako divadelní herec, u filmu začínal v 80. letech účinkováním v televizních filmech a seriálech. Mezi jeho nejvýraznější role z těch let patří snímek Another Country z roku 1984, o rok později snímek Král Artur a Tanec s cizincem režiséra Mika Newella. S Bobem Dylanem si zahrál v muzikálu Hearts of Fire z roku 1987, s Ornellou Muti pak v témže roce ve snímku Kronika ohlášené smrti. V devadesátých letech pak např. ve snímcích Dellamorte Dellamore a Šílenství krále Jiřího z roku 1994. V roce 1997 pak po boku Cameron Diazové a Julie Robertsové ve snímku Svatba mého nejlepšího přítele. V roce 1998 účinkoval v oscarovém filmu Zamilovaný Shakespeare. V roce 1999 vystupoval ve snímku Sen noci svatojánské po boku Kevina Klina a Michelle Pfeifferové. V roce 2000 hrál se svojí osobní přítelkyní Madonnou ve filmu Příští správná věc.
Věnuje se i dabingu, svůj hlas propůjčil postavě Prince Krasoně ze 2. s 3. dílu Shreka.
V roce 2019 se objevil v hlavní roli v novém italském seriálu televize Rai Jméno růže.
Patrně díky své neskrývané homosexuální orientaci je považován za nevázaného bouřliváka a buřiče. Tuto svoji image rád udržuje různými nepříliš lichotivými výroky na adresu různých známých osobností, např. na adresu zesnulého Michaela Jacksona nebo Baracka Obamy.

## Filmografie

### Film
| Rok  | Název                                              | Role                                      | Poznámky |
| ---- | -------------------------------------------------- | ----------------------------------------- | --- |
| 1982 | A Shocking Accident                                | Jerome a pan Weathersby                   | krátkometrážní film |
| 1984 | Jiná země                                          | Guy Bennett                               | nominace – Filmová cena Britské akademie v kategorii nejlepší nováček |
| 1985 | Tanec s cizincem                                   | David Blakeley                            | |
| 1986 | Duet pro jednoho                                   | Constantine Kassanis                      | |
| 1987 | Muž se zlatými brýlemi                             | Davide Lattes                             | |
| 1987 | Hearts of Fire                                     | James Colt                                | |
| 1987 | Kronika ohlášené smrti                             | Bayardo San Román                         | |
| 1987 | Pravá ruka                                         | Lord Harry Ironminster                    | |
| 1990 | Podivná pohostinnost                               | Colin                                     | |
| 1994 | Pret-A-Porter                                      | Jack Lowenthal                            | |
| 1994 | Šílenství krále Jiřího                             | George, princ z Walesu                    | |
| 1994 | Dellamorte Dellamore                               | Francesco Dellamorte                      | |
| 1996 | Dunston: Sám v hotelu                              | Lord Rutledge                             | |
| 1997 | Svatba mého nejlepšího přítele                     | George Downes                             | American Comedy Award v kategorii nejvtipnější mužský herecký výkon ve vedlejší roli (film) Florida Film Critics Circle Award v kategorii nejlepší mužský herecký výkon ve vedlejší roli Satellite Awards v kategorii nejlepší mužský herecký výkon ve vedlejší roli (film) nominace – Filmová cena Britské akademie v kategorii nejlepší mužský herecký výkon ve vedlejší roli nominace – MTV Movie Award v kategorii nejlepší komediální výkon nominace – MTV Movie Award v kategorii objev roku nominace – Online Film Critics Society Award v kategorii nejlepší mužský herecký výkon ve vedlejší roli nominace – Zlatý glóbus v kategorii nejlepší mužský herecký výkon ve vedlejší roli (film) |
| 1998 | Zamilovaný Shakespeare                             | Christopher Marlowe                       | |
| 1998 | B. Monkey                                          | Paul Neville                              | |
| 1999 | Ideální manžel                                     | Lord Goring                               | nominace – Zlatý glóbus v kategorii nejlepší mužský herecký výkon v hlavní roli (muzikál/komedie) nominace – European Film Award v kategorii nejlepší mužský herecký výkon v hlavní roli nominace – Satellite Award v kategorii nejlepší mužský herecký výkon v hlavní roli (muzikál/komedie) |
| 1999 | Inspektor Gadget                                   | Sanford Scolex/Dr. Claw                   | |
| 1999 | Sen noci svatojánské                               | Oberon                                    | |
| 2000 | Paragraph 175                                      | vypravěč                                  | dokument |
| 2000 | Příští správná věc                                 | Robert Whittaker                          | |
| 2002 | Jak je důležité míti Filipa                        | Algernon / "Bunbury"                      | |
| 2002 | Thornberryovi na cestách                           | Sloan Blackburn (hlas)                    | |
| 2003 | Žít naplno                                         | Dirk Simpson                              | |
| 2003 | Zabijte krále                                      | Král Karel I.                             | |
| 2004 | Krása na scéně                                     | Král Karel II.                            | |
| 2004 | Shrek 2                                            | Princ Krasoň (hlas)                       | |
| 2004 | Kontrarozvědka                                     | Leo Cauffield                             | |
| 2005 | Paralelní lži                                      | William "Bill" Bule                       | |
| 2005 | Letopisy Narnie: Lev, čarodějnice a skříň          | pan Lišák (hlas)                          | |
| 2007 | Hvězdný prach                                      | Princ Secundus                            | |
| 2007 | Shrek Třetí                                        | Princ Krasoň (hlas)                       | |
| 2007 | Holky z naší školky                                | ředitelka Camilla Fritton/Carnaby Fritton | |
| 2009 | Kolej Sv. Trajána 2: Legenda o zlatu rodu Frittonů | ředitelka Camilla Fritton                 | |
| 2010 | Neřízená střela                                    | Ferguson                                  | |
| 2011 | Vrtěti ženou                                       | Lord Edmund St. John-Smythe               | |
| 2013 | Justin: Jak se stát rytířem                        | Sota (hlas)                               | |
| 2015 | Královská noc                                      | Král Karel VI.                            | |
| 2016 | Sirotčinec slečny Peregrinové pro podivné děti     | John Lamont/pan Barron                    | |
| 2018 | Šťastný princ                                      | Oscar Wilde                               | také scenárista a režisér London Critics Circle Film Awards v kategorii nejlepší britský/irský herec Satellite Awards nominace – British Independent Film Awards v kategorii nejlepší mužský herecký výkon v hlavní roli nominace – Cena Camerimage v kategorii nejlepší režisérský debut nominace – European Film Awards v kategorii nejlepší evropský herec nominace – London Critics Circle Film Awards v kategorii nejlepší mužský herecký výkon v hlavní roli a objev roku (britský/irský filmař) nominace – Ocenění na Mezinárodním filmovém festivalu v Berlíně |
| 2019 | Swords and Sceptres: The Rani of Jhansi            | Sir Hugh Rose                             | |
| 2021 | Warning                                            |                                           | |

### Televize
| Rok  | Název                                      | Role                         | Poznámky                      |
| ---- | ------------------------------------------ | ---------------------------- | ----------------------------- |
| 1981 | The Manhood of Edward Robinson             | chlapec                      | TV film                       |
| 1981 | Soft Targets                               | herec                        | TV film                       |
| 1983 | Princess Daisy                             | Ram Valenski                 | TV film                       |
| 1984 | Vzdálené vrcholky hor                      | George Garforth              | 2 díly                        |
| 1985 | Arthur the King                            | Lancelot                     | TV film                       |
| 2001 | Victoria's Secret Fashion Show             | moderátor                    |                               |
| 2003 | Nebezpečné známosti                        | Vicomte Sébastien de Valmont | 3 díly                        |
| 2003 | Mr. Ambassador                             | Ronnie Childers              | TV film                       |
| 2004 | Sherlock Holmes a případ hedvábné punčochy | Sherlock Holmes              | TV film                       |
| 2005 | Kauzy z Bostonu                            | Malcolm Holmes               | 2 díly                        |
| 2010 | Černé zrcadlo                              | soudce Hope                  | díl: „Patnáct milionů meritů“ |
| 2012 | Konec přehlídky                            | Mark Tietjens                | 5 dílů                        |
| 2012 | Rosemunde Pilcher: Dvojí život             | Martin Kendall               | TV film                       |
| 2016 | Tři mušketýři                              | Philippe Achille             | 6 dílů                        |
| 2017 | Quacks                                     | Dr. Hendrick                 | 3 díly                        |
| 2019 | Jméno růže                                 | Bernardo Gui                 | 8 dílů                        |
| 2020 | Adult Material                             | Carroll Quinn                | 4 díly                        |